# Romainiai

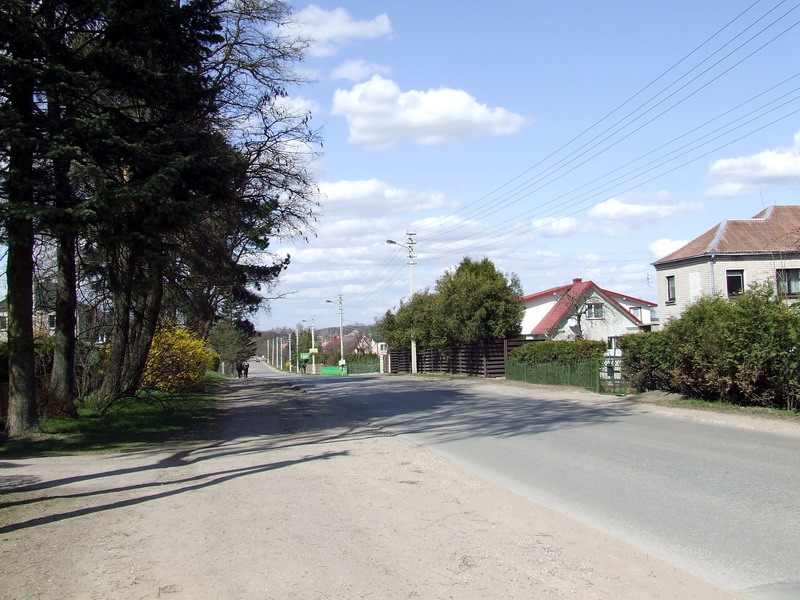
Ort

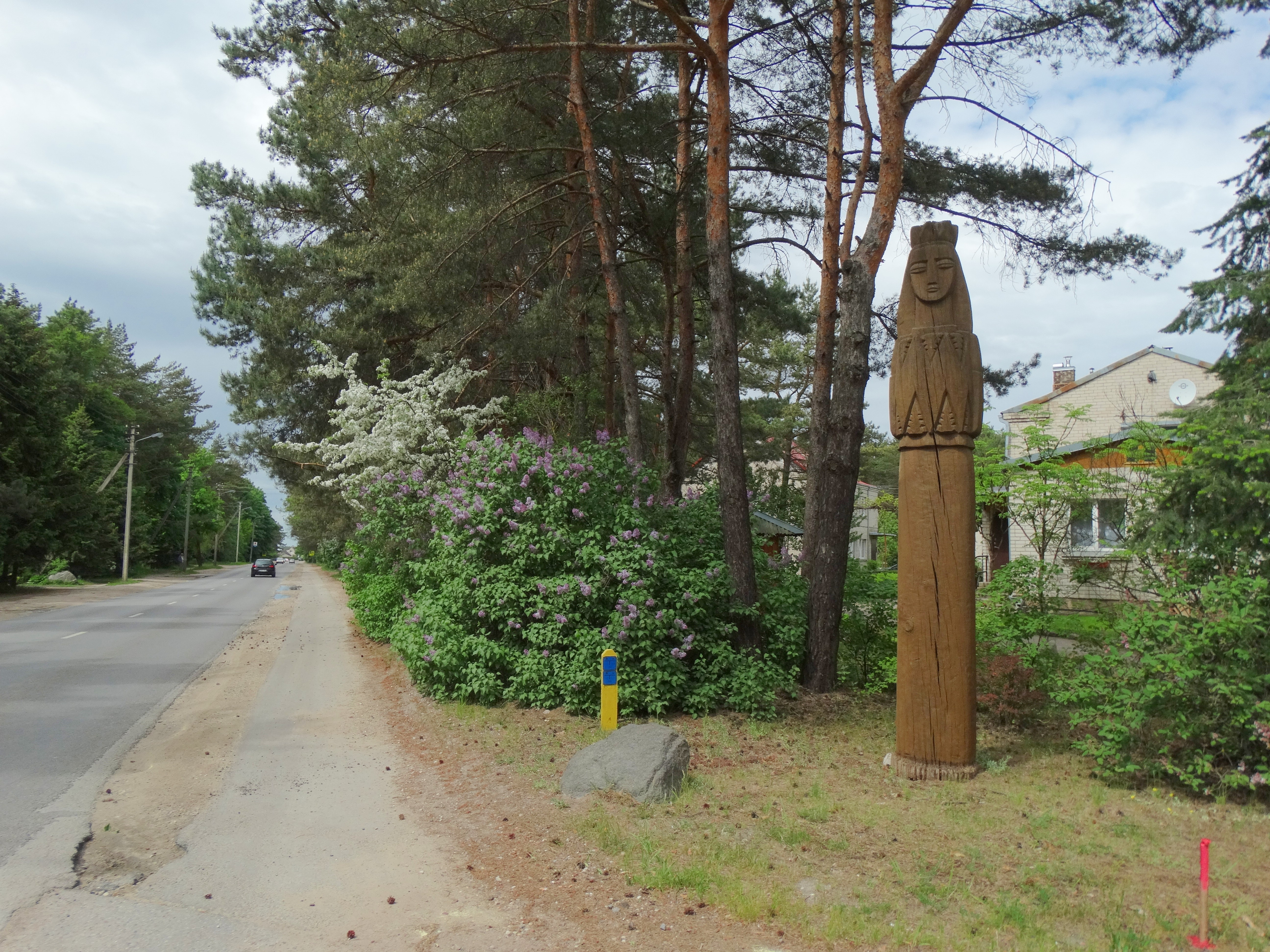
Skulptur

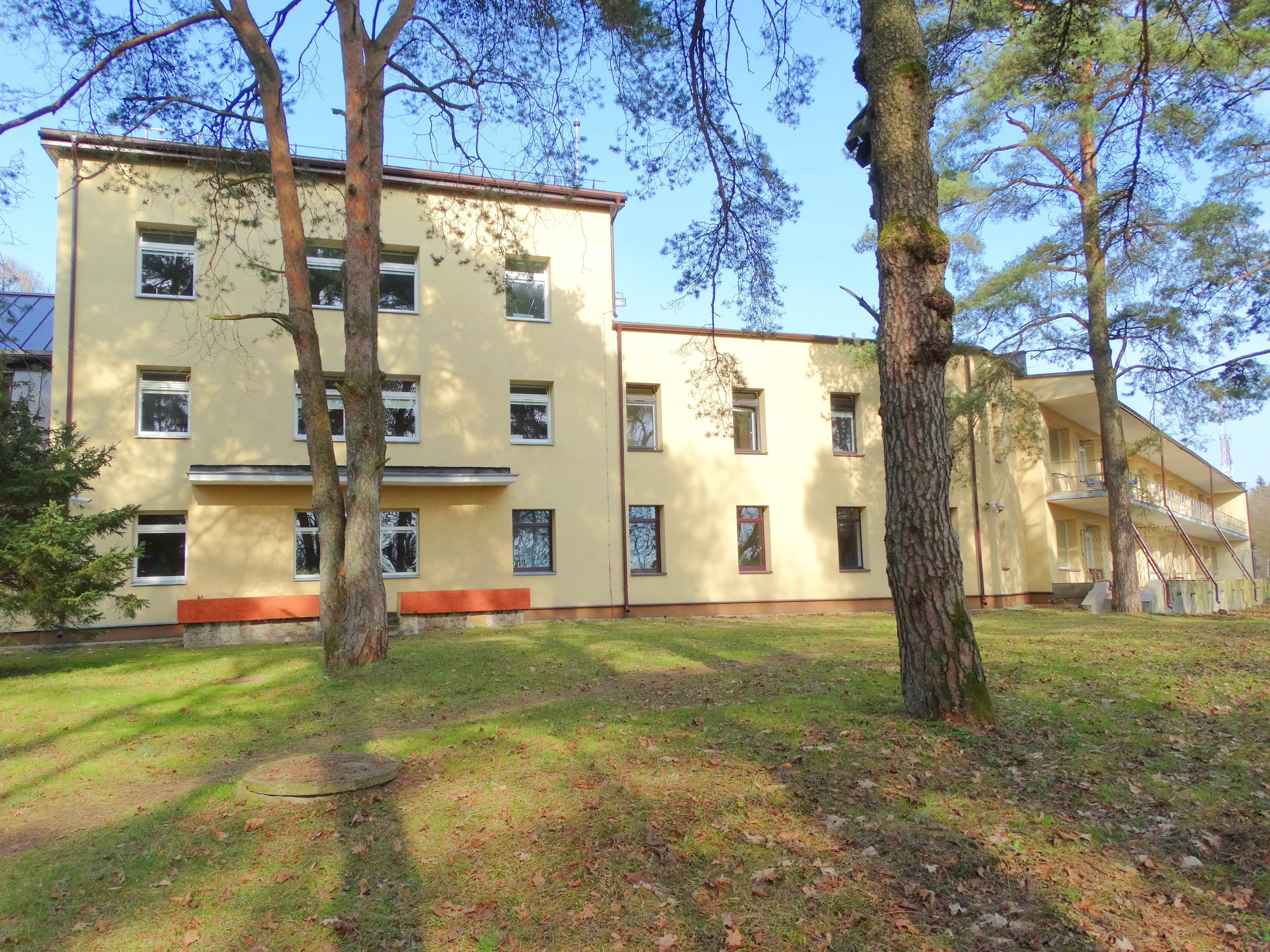
Krankenhaus

Romainiai (dt. Romainen) ist ein nordwestlicher Stadtteil von Kaunas, Litauen, nördlich von Lampėdžiai. Romainiai gehört zum Amtsbezirk Šilainiai der Stadtgemeinde Kaunas.

## Geschichte
Im Eintrag zum Jahr 1294 wurde Romainiai im Chronicon terrae Prussiae des Peter von Dusburg erwähnt. Im 16. Jahrhundert wurde der Gutshof Romainiai eingerichtet und ein Schloss gebaut. Von 1913 bis 1915 baute man Fort Romainiai.
1937 wurde das Tuberkulose-Krankenhaus eingerichtet (seit 2004 gehört es den Universitätskliniken Kaunas).
1946 wurde der Ort in die Stadtgemeinde Kaunas eingegliedert. Ein Teil des Dorfs Romainiai besteht auch heute.
Das Stadt-Mikrajon Romainiai wurde  in Sowjetlitauen gebaut.